# Aulacopilum japonicum
Aulacopilum japonicum là một loài rêu trong họ Erpodiaceae. Loài này được Broth. ex Cardot mô tả khoa học đầu tiên năm 1909.